# Турбина Жонваля
Турби́на Жонваля (фр. Turbine Jonval, также турбина Геншеля — Жонваля) — конструкция осевой гидравлической турбины, изобретённая французским инженером Н. Ж. Жонвалем в 1843 году и немецким инженером К. А. Геншелем в 1837 году.

## История
Осевые гидравлические турбины, получившие имя изобретателя французского инженера Н. Ж. Жонваля, появились в конце 1840-х годов. По другим данным, приоритет в открытии конструкции турбины принадлежит немецкому инженеру К. А. Геншелю.
Мощность первых образцов турбин достигала 140 л. с.. В США турбины Жонваля появились около 1850 года и получили широкое распространение из-за своих относительно компактных размеров, дешевизны, а также возможности работать в условиях изменяющегося уровня воды.
Турбины использовались для привода рабочих машин и механизмов, расположенных в непосредственной близости от турбин, посредством зубчатых, канатных или ремённых передач. К 1890 году максимальная мощность турбин Жонваля, не превышавшая 500 кВт, ограничивалась предельными нагрузками на передаточные устройства. После распространения передачи на дальние расстояния трёхфазного электрического тока с 1891 года начался переход на прямое соединение турбины с генератором. Благодаря этому, к 1900 году мощность турбин Жонваля приблизилась к 1,2 МВт.
Турбины Жонваля быстро вытеснили распространённые в 1830—1840-х годах турбины Фурнейрона и устанавливались на разных предприятиях в течение всего XIX века. Впоследствии турбину Жонваля вытеснила более удобная в монтаже и эксплуатации радиально-осевая турбина конструкции Д. Б. Френсиса, получившая распространение в 1880-х годах. В России турбины Жонваля широко использовались в XIX веке в качестве замены водяным колёсам на металлургических заводах Урала.

## Конструкция
Лопатки направляющего и рабочего колеса турбины Жонваля имеют винтообразно искривлённую поверхность с противоположными направлениями кривизны лопаток для направляющего и рабочего колеса. Другим принципиальным отличием турбины является наличие отсасывающей трубы, которая позволяла использовать весь имеющийся на месте перепад уровней воды. Турбину при этом можно было устанавливать выше нижнего уровня воды в пределах 10 м.
Большинство турбин Жонваля строились в вертикальном исполнении, также встречались конструкции сдвоенных турбин. В усовершенствовании конструкции турбин Жонваля внесли вклад И. А. Тиме, В. И. Рожков и А. И. Пермяков.

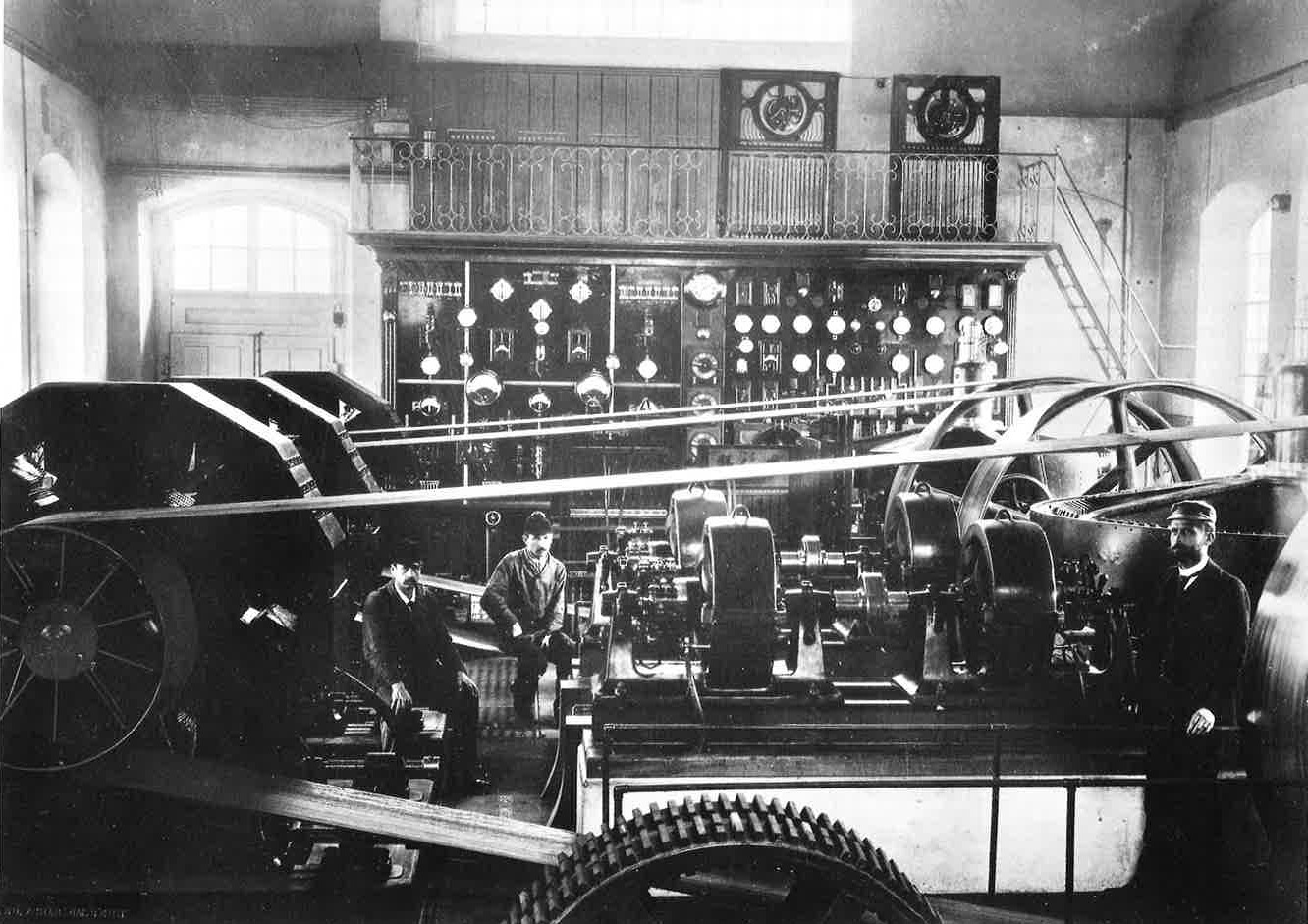
Электростанция в Берне на турбинах Жонваля (1891)
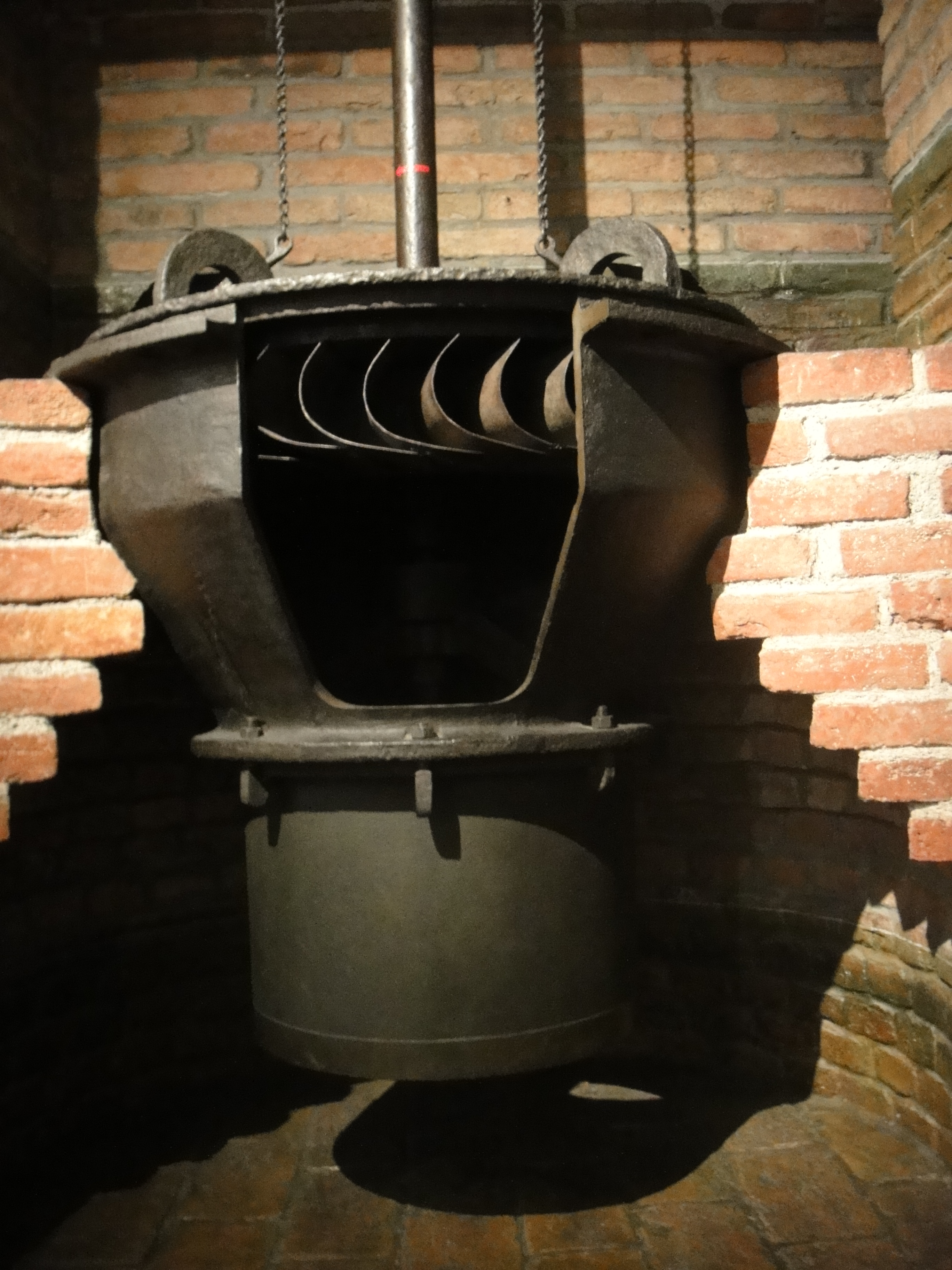
Турбина в разрезе (1840) в коллекции Немецкого музея
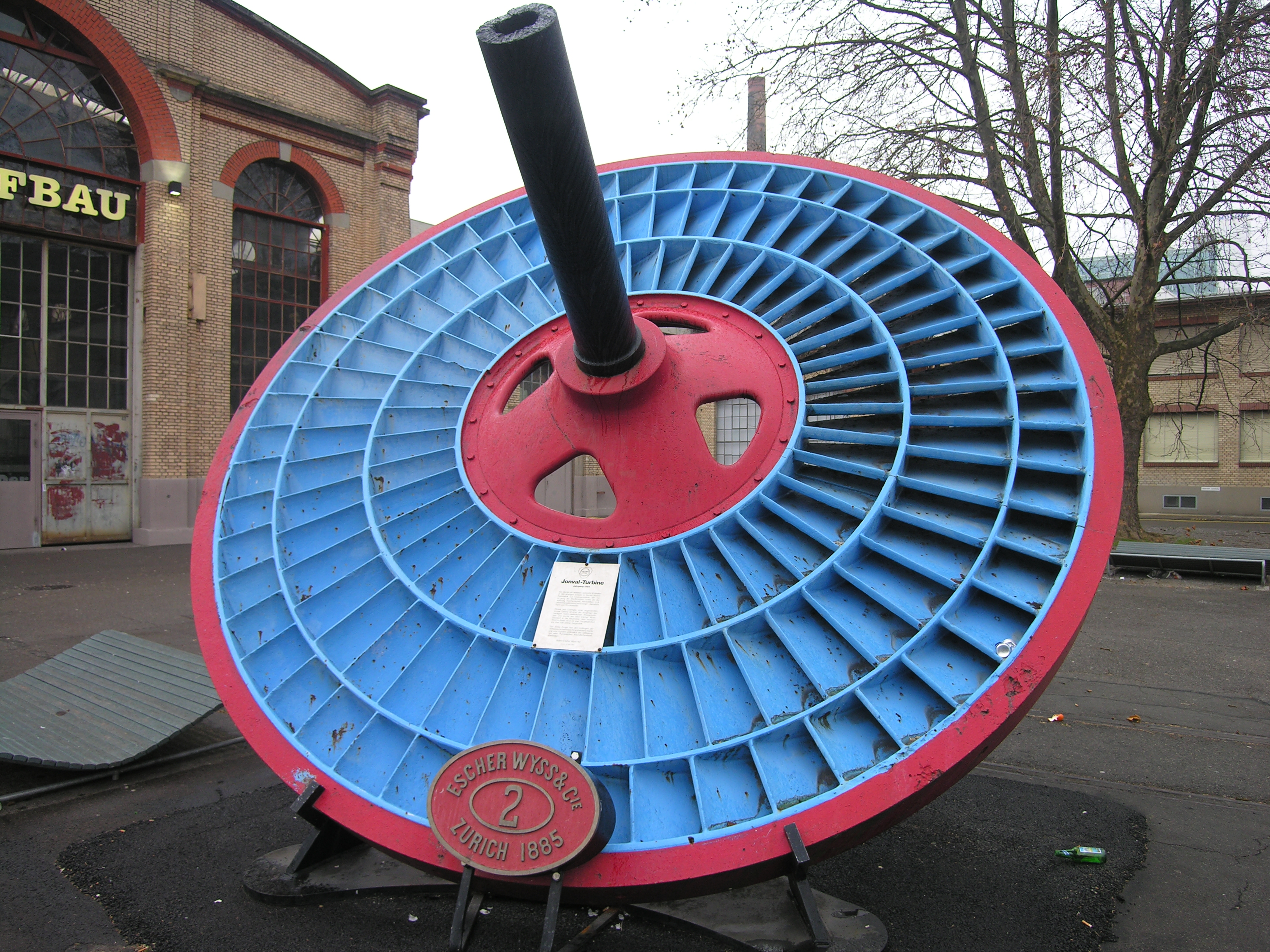
Рабочее колесо турбины (1885) с электростанции в Женеве
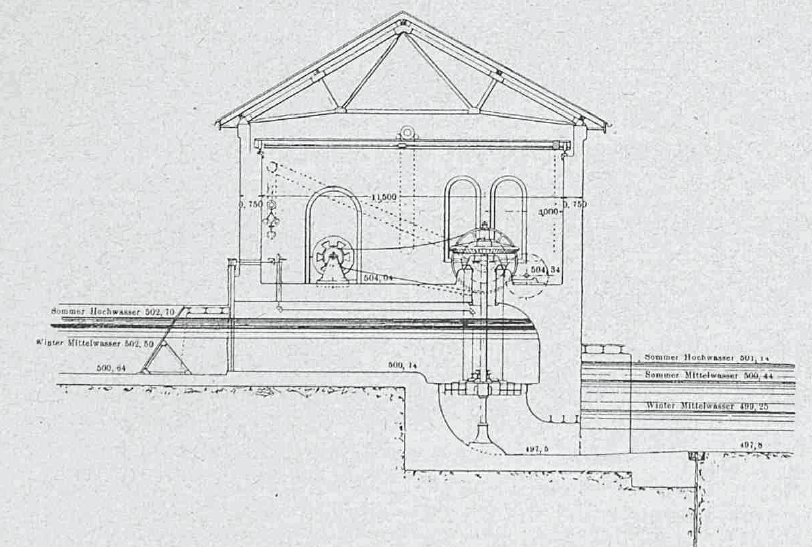
Схема установки турбины